# يوس فالغارين
يوس فالغارين مواليد 3 مارس 1976 في لوفان، هو لاعب كرة قدم بلجيكي دولي سابق كان يلعب كمدافع. اعتزل اللعب عام 2010 مع نادي إيمن. بدأ مسيرته الرياضية عام 1993. لعب خلال مسيرته 303 مباريات سجل خلالها 15 هدفاً.

## المسيرة الاحترافية

### أندية لعب لها
- فيربرويديرينغ غيل
- كيه في ميخيلين
- رودا ياي سي
- نادي سلتيك
- نادي كلوب بروج
- نادي إيمن